# Jean-François de La Pérouse
«  La Pérouse » redirige ici. Pour les autres significations, voir La Pérouse (homonymie).
«  Jean-François de Galaup » redirige ici. Pour les autres significations, voir Galaup.
Jean-François de Galaup, comte de La Pérouse (23 août 1741 - disparu en 1788), dit Lapérouse, né au château du Gô, dans la paroisse de Saint-Julien à deux lieues d'Albi (Tarn), est un officier de marine et un explorateur français.
Né dans une famille noble originaire d'Albi, La Pérouse s'engage dans la Marine royale au début de la guerre de Sept Ans. Il connaît son baptême du feu pendant ce conflit en Amérique du Nord et aux Antilles, sous les ordres du chevalier de Ternay, son mentor. Il est présent au siège de Louisbourg en 1758 et à la bataille des Cardinaux l'année suivante. Blessé au cours de ce combat, il est fait prisonnier en Angleterre avant d'être échangé. À la signature de la paix de Paris, il est affecté à différentes missions d'escortes, notamment à destination de l'Île-de-France où il passe cinq ans et rencontre sa future femme.
Rentré en France avant le début de la guerre d'indépendance des États-Unis, il est promu lieutenant de vaisseau et décoré de la croix de Saint-Louis. Lors de la reprise des hostilités, il participe aux combats contre les Britanniques aux Antilles. Il est à la prise de la Grenade et aux combats de Saint-Christophe et des Saintes, avant d'être chargé de conduire une expédition contre les établissements britanniques en baie d'Hudson, où il démontre sa valeur maritime et militaire en capturant deux forts britanniques.
Capitaine de vaisseau à la fin de la guerre, il est choisi par le marquis de Castries, ministre de la Marine et par Louis XVI pour diriger une expédition autour du monde visant à compléter les découvertes de James Cook dans l'océan Pacifique. Cette expédition maritime autour du monde, qu'il commandait, disparaît corps et biens à Vanikoro (îles Santa Cruz) en 1788, trois ans après son départ de Brest.
Une expédition de secours commandée par le vice-amiral d'Entrecasteaux est envoyée dans les années qui suivent le naufrage (1791-1794), sans succès. Le mystère de la disparition de La Pérouse n'est percé qu’en 1826 par Peter Dillon et par Jules-Sébastien-César Dumont d’Urville en 1828, qui retrouvèrent l’épave de L’Astrolabe. Enfin, Reece Discombe identifie celle de La Boussole en 1964.

## Biographie

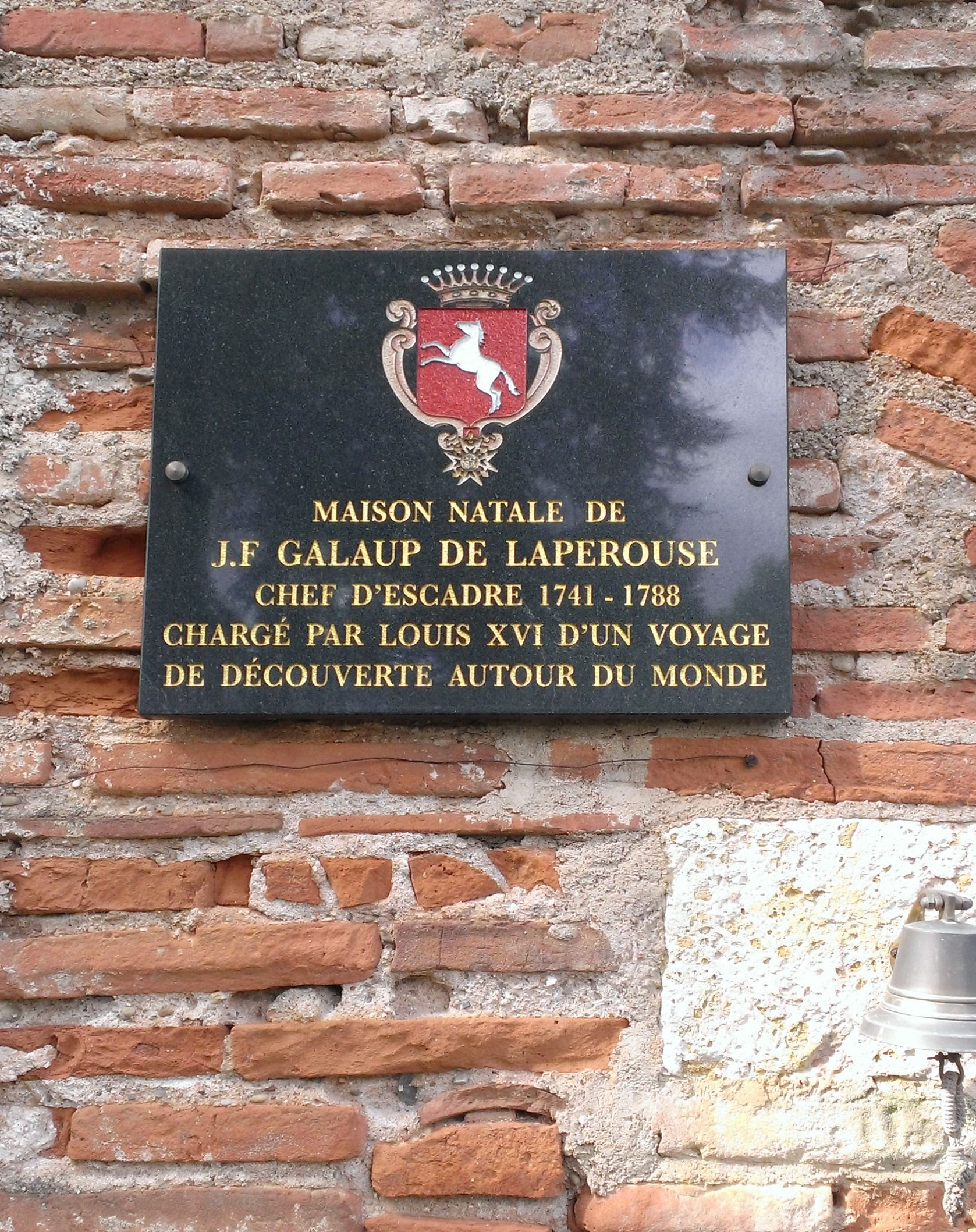
Plaque sur le château natal de La Pérouse près d'Albi.

### Origines et famille
Jean-François de Galaup naît le 22 ou le 23 août 1741 en Albigeois au château du Gô, à deux lieues d'Albi. Il est baptisé le 3 octobre 1741 dans la paroisse de Saint-Julien.
Il est issu d'une famille albigeoise dont la noblesse remonte à 1558. La famille de Galaup s'enrichit ; elle est anoblie pendant la période faste de la culture et de la commercialisation du pastel. Les Galaup, à l’origine seigneurs de Brens et d'Orban, non loin d’Albi, vont exercer des charges juridiques et administratives et occuper souvent les fonctions de consuls de la ville d'Albi. La famille possédait un manoir sur les terres du Gô, dans un méandre du Tarn en amont d'Albi, acquis en 1613 par Claude de Galaup, ainsi qu'une terre sur le territoire de l’actuelle commune de Puygouzon : la ferme de Lapeyrouse (« La pierreuse »).
Son père, Victor-Joseph de Galaup (1709-1784), écuyer qui appartient à la plus vieille noblesse du pays, est député aux États particuliers d'Albigeois. Il est le fils de Jean-Antoine de Galaup (né en 1677) et de Claire de Metgé. La famille de Galaup est alliée à celle des Taffanel de la Jonquière.
Sa mère, Marguerite de Rességuier, née en 1717 à Sauveterre-de-Rouergue et morte à Albi, le 14 juin 1788, est la fille de Jean-Jacques Rességuier, seigneur du Pouget (1662-1725), ancien commandant du second bataillon de Condé, et de Françoise de Moly (1677-1764). La famille de Rességuier est alliée aux familles de Dalmas, Izarn, Guigard de Motarnal, Genton, Azémar, de Dufourcq, Flottes et Garrigues de Lagarde.
Le couple se marie le 4 octobre 1740, à Sauveterre-de-Rouergue. Jean-François est l'aîné de onze enfants. L'un de ses frères, Jacques Antoine Victor de Galaup (1749 - Quiberon, 16 juillet 1795), émigré, participe à l'expédition de Quiberon où il trouve la mort lors des premiers combats. Ne survivront à l’âge adulte que le fils aîné Jean-François, sa sœur Jacquette née un an après lui, et une sœur, Victoire, de 18 ans plus jeune.
Après des études secondaires au collège de jésuites d'Albi, La Pérouse entre aux Gardes de la Marine à Brest le 19 octobre 1756. La Pérouse navigue sur de nombreux vaisseaux en tant qu’enseigne avant d’être attaché, en 1757, au service du chevalier Charles-Henri-Louis d'Arsac de Ternay sous les ordres duquel il participe, à bord du Zéphir, à deux campagnes au Canada au cours de la guerre de Sept Ans. Le chevalier de Ternay éprouve rapidement de l’amitié pour cet enseigne et le prend sous sa protection. Aussi, lorsqu’il est nommé gouverneur de l’Île-de-France (actuellement l’île Maurice) en 1772, La Pérouse, alors âgé de trente et un ans, l’y accompagne. C’est ainsi qu’il y séjourne cinq années, de 1772 à 1777. Le futur illustre navigateur avait acheté, avec son ami le lieutenant de vaisseau Charles Mengaud de La Hague, une propriété de 156 arpents à Eau Coulée, donnant sur la Rivière du Mesnil, non loin de l’actuelle ville de Curepipe sur les hauts plateaux de l’île.
C’est au cours de ce long séjour à l'île Maurice qu’il fait la connaissance de la famille Broudou qui, elle, habitait Rivière-la-Chaux près de l’actuelle ville de Mahébourg dans le sud. La Pérouse rencontre et fréquente assidûment Éléonore Broudou (1755-1807), une des filles d’Abraham Broudou et de Françoise Cailliard et en tombe éperdument amoureux. Mais sa famille envisage pour lui un autre mariage, avec mademoiselle de Vésian, issue de la vieille noblesse d’Albi. Malgré ses trente-six ans, La Pérouse se plie aux exigences de son père et c’est la mort dans l’âme qu’il quitte l’Île de France en 1777. Éléonore rejoint sa mère à Nantes deux semaines plus tard et, au désespoir, s’attend à prendre le voile tandis que La Pérouse s’engage dans la guerre d’Indépendance américaine aux côtés du vice-amiral Charles Henri d'Estaing et rejoint son escadre aux Antilles. Mais l’amour triomphe. Les deux amoureux finissent par se marier à Paris, en 1783, en l’église Sainte-Marguerite. La Pérouse est alors âgé de quarante-deux ans et Éléonore en a vingt-huit. Le couple ignore alors que leur bonheur ne durera que deux ans. On raconte que le ministre de la Marine, Charles Eugène Gabriel de La Croix de Castries, a finalement donné son accord à cette union à la condition que La Pérouse accepte de prendre la direction d’une expédition scientifique d’envergure autour du monde.
Jean-François de La Pérouse épouse donc en 1783 Louise Éléonore Broudou (1755-1807),, sœur de Frédéric Broudou qui prend part également à l'expédition funeste. Le couple n'a pas de postérité.

### Jeunesse et débuts dans la Marine royale

#### Adolescence et études
La Pérouse passe sa jeunesse entre Albi et le Gô, avec probablement quelques séjours chez sa grand-mère à Sauveterre-de-Rouergue. Il parle occitan et français. Ses études secondaires au collège des Jésuites d'Albi, jusqu'à l’âge de 15 ans, sont dispensées en latin. Il y fait la rencontre d'autres nobles de la ville, futurs officiers de la Marine, tels que le marquis de Rochegude, né la même année que lui, et Charles Jean-Baptiste Mengaud de la Hage (1741-1779), dont les parents, originaires du Gers, habitaient Toulouse. Mengaud de la Hage deviendra l'un des meilleurs amis de La Pérouse. Il meurt noyé en mars 1779, alors que son navire La Charmante heurte un écueil et coule au large de la Chaussée de Sein.

#### Guerre de Sept Ans (1756-1763)

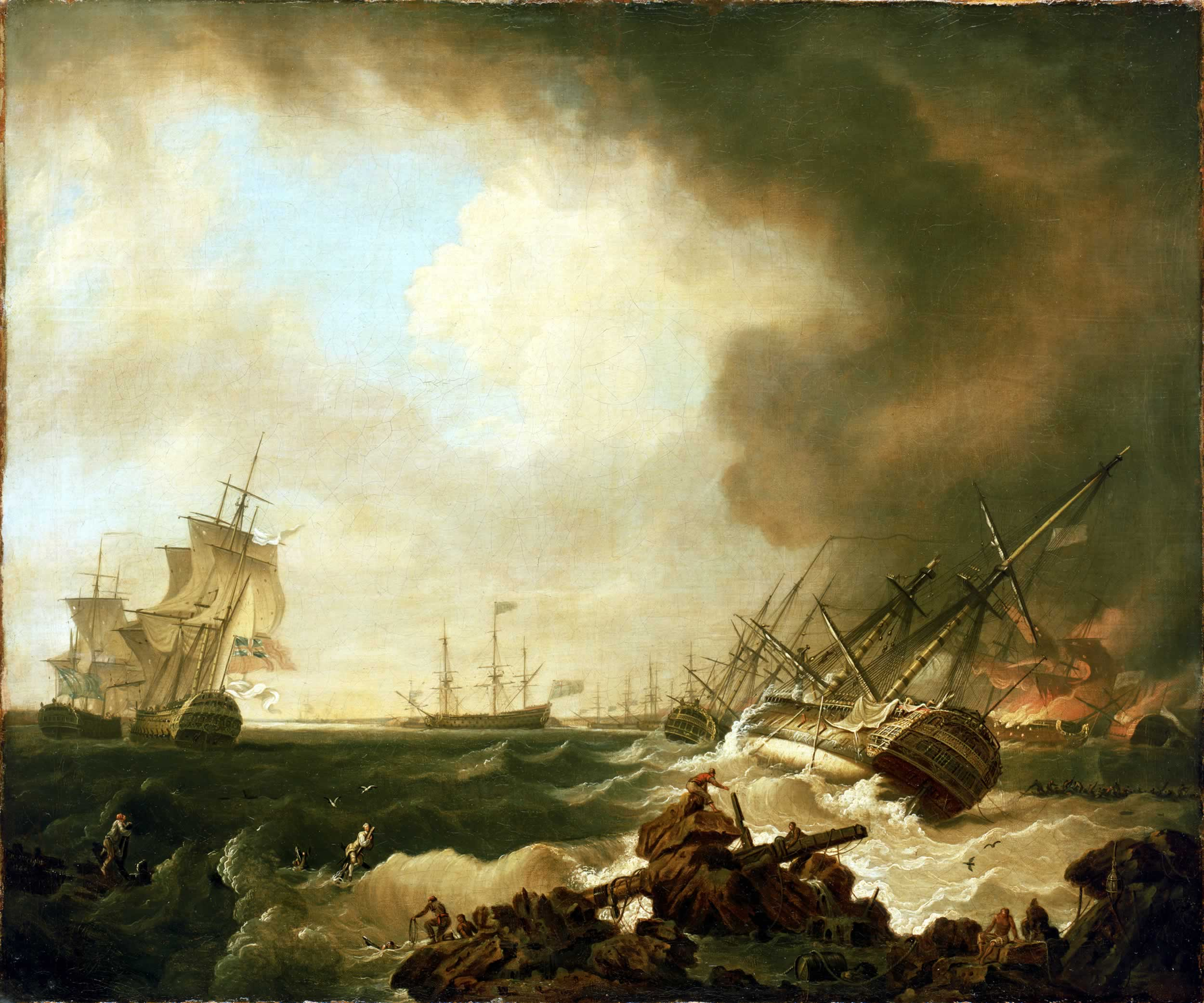
La bataille des Cardinaux en 1759. À gauche : le Formidable, sur lequel est capturé La Pérouse.

Il entre dans la compagnie des Gardes de la Marine de Brest à quinze ans, le 19 novembre 1756, ayant ajouté au sien le nom de La Pérouse, celui d'une terre reçue de son père. Il est encouragé par l'un de ses parents, le marquis Clément de Taffanel de La Jonquière. Pendant ses études à Brest, il est engagé dès l'âge de 17 ans dans les conflits maritimes de la guerre de Sept Ans avec la Grande-Bretagne au large de l'Amérique du Nord, notamment à Terre-Neuve et sur le Saint-Laurent avec son cousin Clément puis avec le chevalier de Ternay, qui deviendra son véritable tuteur, ainsi qu'aux Antilles.
Jean-François de Galaup embarque en mars 1757 sur le Célèbre dans l’escadre commandée par le comte Dubois de La Motte et envoyée au secours de Louisbourg, sur l'île Royale. Il échappe à l’effroyable épidémie qui ravage les vaisseaux et la ville de Brest où il revient le 12 novembre 1757. Le 22 février 1758, il embarque sur la frégate La Zéphyr dans l’escadre envoyée à Louisbourg aux ordres du Louis Charles du Chaffault, comte de Besné, pour secourir à nouveau Louisbourg. Le 15 août, La Pérouse passe sur Le Cerf puis, le 16 mai 1759, sur le vaisseau le Formidable dans l’escadre que le comte de Conflans prépare péniblement à Brest pour protéger un éventuel débarquement en Angleterre. Le 20 novembre, cette escadre de vingt-et-un vaisseaux se heurte, à l’entrée de la baie de Quiberon, aux vingt-trois bâtiments britanniques commandés par l'amiral Hawke. Le Formidable, dans l’arrière-garde, doit supporter tout le poids de l’attaque ennemie et offre une belle résistance ; La Pérouse reçoit deux blessures et, fait prisonnier, il est presque aussitôt échangé.
En mai 1762, La Pérouse embarque sur le Robuste, dans la division commandée par le chevalier de Ternay, qui alla détruire les pêcheries britanniques de Terre-Neuve. En septembre 1763, Bidé de Chézac prend avec lui quelques Gardes de la Marine, dont La Pérouse, pour conduire de Lorient à Brest le vaisseau neuf Les Six Corps.

#### Retour à la paix et missions dans l'océan Indien (1764-1778)

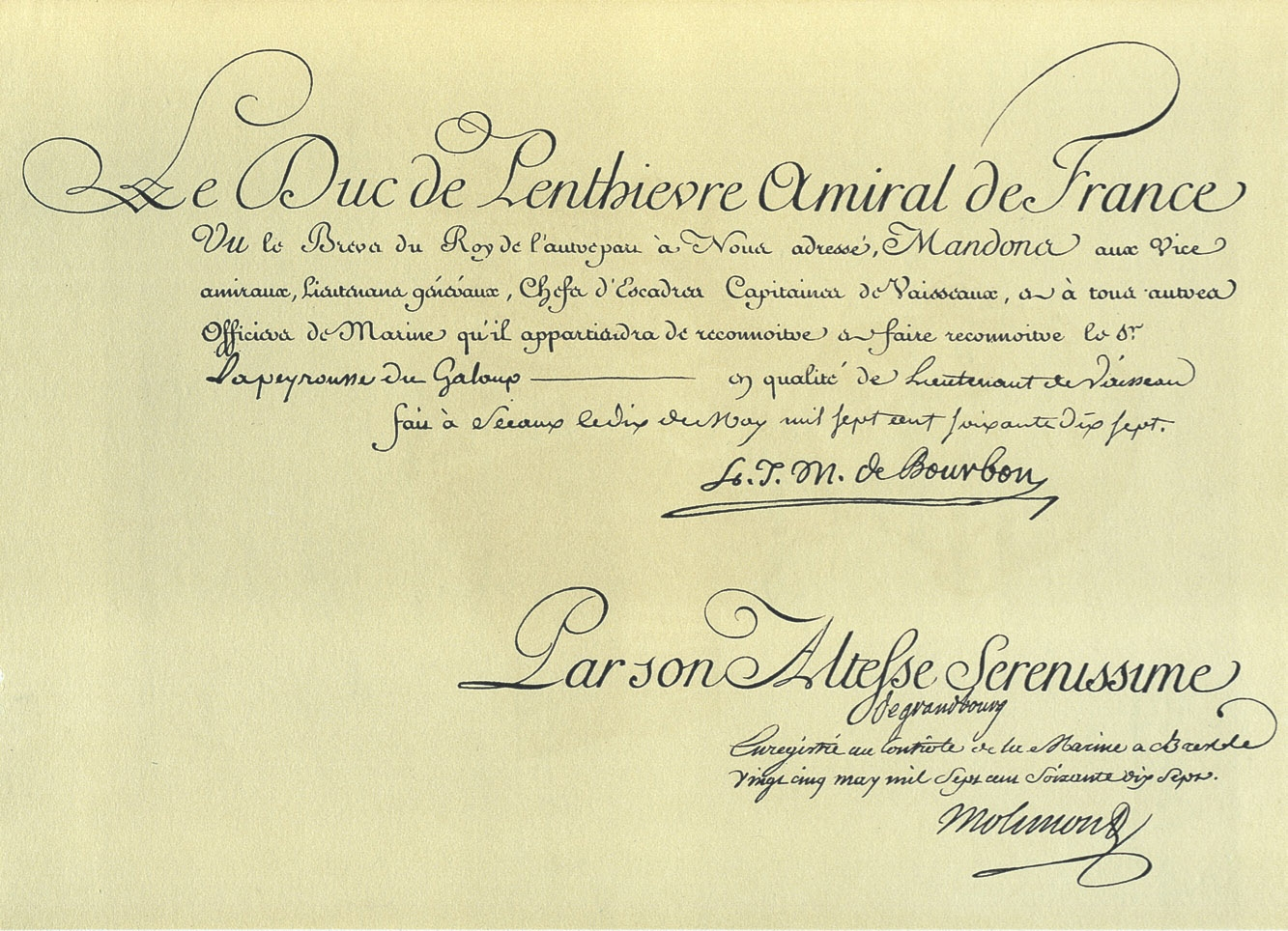
Le brevet lieutenant de vaisseau accordé à La Pérouse à son retour des Indes en 1777.

La Pérouse est promu enseigne de vaisseau le 1er octobre 1764 et, de 1765 à 1769, il est affecté au transport maritime en France. En 1771, il fait campagne à Saint-Domingue (actuelle île d’Haïti) à bord de la frégate La Belle-Poule.
Au début de l’année suivante, il part pour l’Isle de France en compagnie de son protecteur Arsac de Ternay qui venait d’en être nommé commandant général. De là, il entreprend, en avril 1773, une longue expédition dans les mers de l'Inde. Il retourne à l’Isle de France en mars 1774 et regagne la France en mai 1777 après cinq ans d'éloignement. Promu lieutenant de vaisseau le 4 avril 1777, il est créé chevalier de Saint-Louis le mois suivant pour avoir sauvé Mahé des Indiens. Il est initié à la franc-maçonnerie dans la loge de Brest « l'Heureuse rencontre, ».
Chargé de deux voyages aux Indes orientales comme commandant de La Seine, il rencontre à l'Isle de France sa future épouse, Éléonore Broudou, fille d'un armateur nantais, devenu administrateur de la marine.
Les quatorze ans de paix de 1764 à 1778 lui permettent de consolider son expérience de la navigation en Atlantique et dans l'océan Indien, en qualité d'abord de simple officier, puis de commandant de plusieurs bâtiments du roi. À la fin de son séjour de quatre ans à l'Île Maurice, il publie un mémoire, Projets sur l'Inde.

### La guerre d'indépendance des États-Unis (1778-1783)

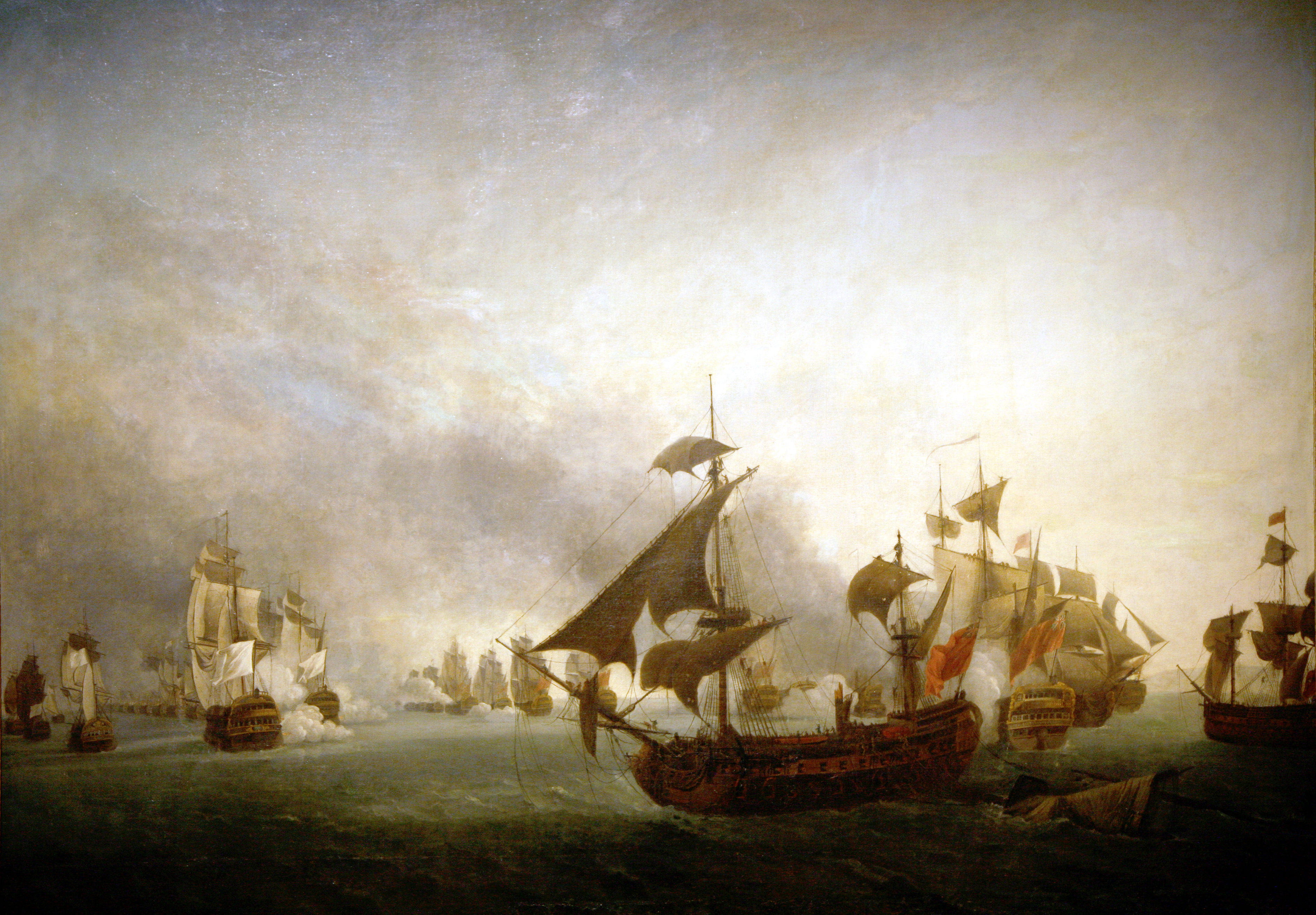
La bataille de la Grenade en 1779.

Lors de la reprise des hostilités en 1778, La Pérouse reçoit le commandement de la frégate L’Amazone qui, incorporée dans la division de La Motte-Piquet, part le 1er mai 1779 pour les Indes Orientales, escortant un convoi vers la Martinique. Ralliant le pavillon du vice-amiral, le comte d'Estaing, La Pérouse participe à la prise de la Grenade et au violent combat contre l’escadre de John Byron les 4, 5 et 6 juillet. Par la suite, à bord de L’Amazone, il est placé en surveillance devant Charleston en Caroline du Sud.

#### Combats dans les Antilles et en Amérique du Nord

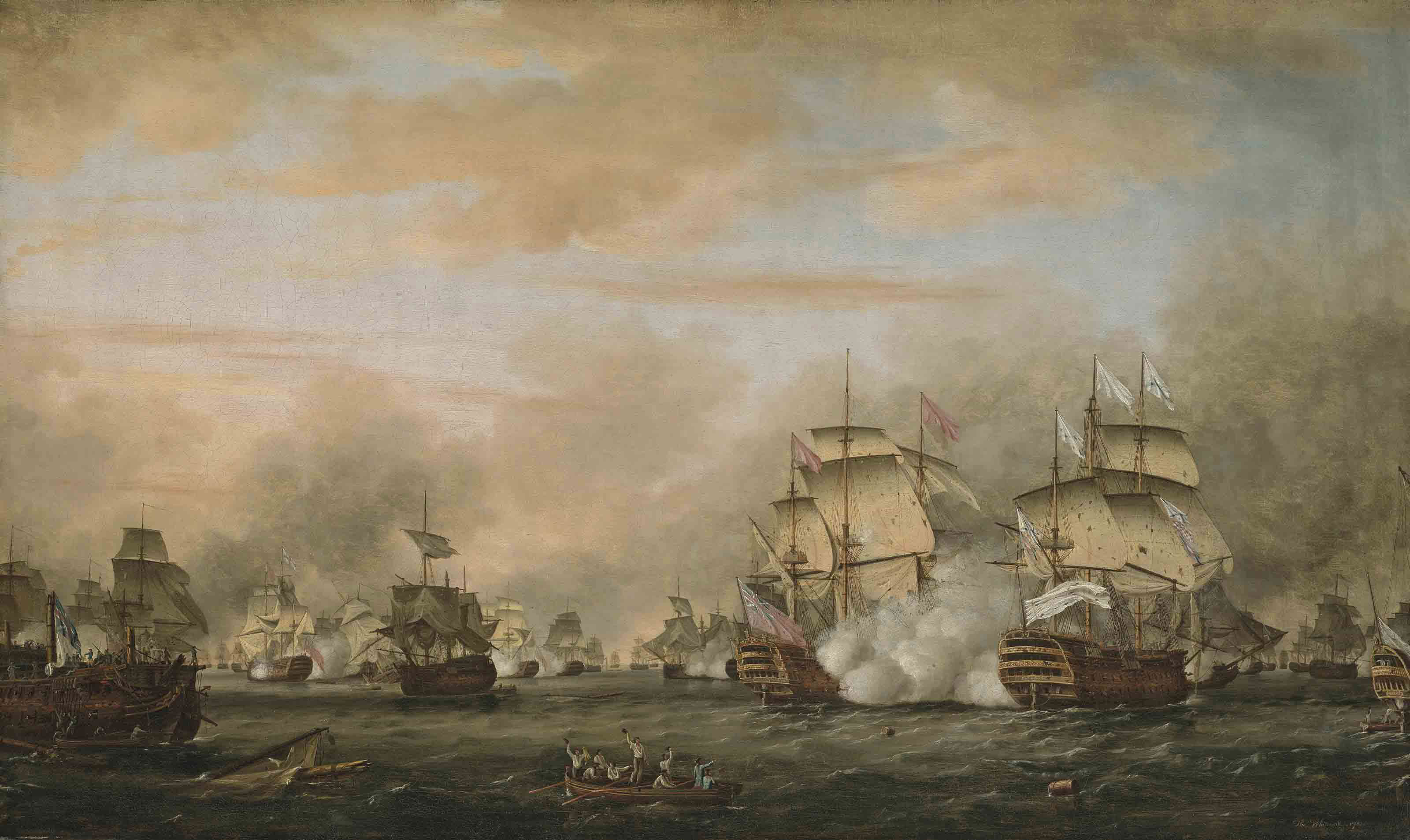
La bataille des Saintes, en 1782.

Promu capitaine de vaisseau le 4 avril 1780, La Pérouse reçoit le 18 décembre suivant le commandement de la frégate L'Astrée. Dès cette époque, une expédition est prévue contre les établissements britanniques de la baie d’Hudson mais divers contretemps provoquent son ajournement. Patrouillant dans les parages de l’île du Cap-Breton, sur les côtes de la Nouvelle-Angleterre, avec L’Astrée et L’Hermione, commandée par Latouche-Tréville. La Pérouse livre, le 21 juillet 1781, un brillant combat à un convoi britannique composé d'une frégate et de cinq petits bâtiments. Il s’empare de la frégate HMS Ariel (en)  et d'un bâtiment, les autres parvenant à fuir.
Il escorte ensuite un convoi vers les Antilles (décembre 1781) et participe à l’attaque de Saint-Christophe (février 1782), aux combats des 9 et 12 avril au large des îles des Saintes contre l’escadre de l’amiral Rodney. Le 19 avril, il participe à la bataille du canal de la Mona, sous les ordres du comte de Framond. Les français, inférieurs en nombre, sont défaits, et L'Astrée est la seule à parvenir à s'enfuir.

#### L'expédition de la Baie d'Hudson (1782)

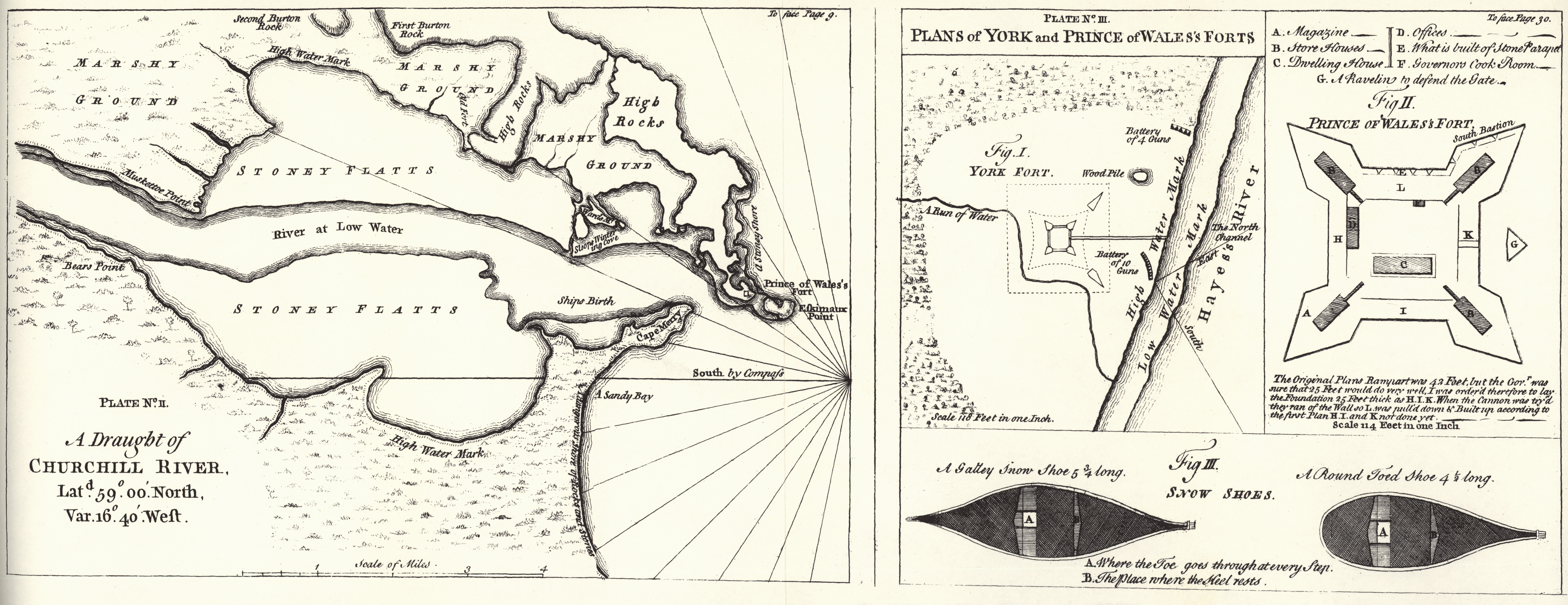
La rivière Churchill, le Fort Prince of Wales et la ville de York, 1752, par Thomas Jefferys (1719–1771).

La flotte française est vaincue, mais La Pérouse parvient sans encombre au Cap-Français (Cap-Haïtien, Haïti) où, le 14 mai, il prend le commandement du vaisseau Le Sceptre et appareille, le 31 du même mois, avec les frégates L'Astrée et L'Engageante pour la baie d'Hudson. Il emmène avec lui 250 soldats d'élite des régiments d'Auxerrois et d'Armagnac, 40 artilleurs, quatre pièces de canon et deux mortiers. Malgré une navigation extrêmement difficile, il parvient, à la mi-juillet, dans le détroit d’Hudson et, le 8 août, en vue de l’entrée de la rivière Churchill (Manitoba). Le lendemain, il débarque ses troupes et somme l’agent principal Samuel Hearne de se rendre, ce que ce dernier fait aussitôt. Le Fort Prince of Wales est détruit partiellement, les cartes et plans de la Marine britannique, les stocks de vivres et de fourrures sont saisis. Le 24 août, il attaque avec succès York Factory (Manitoba). Pressé par le mauvais temps, La Pérouse repart aussitôt après avoir exécuté fidèlement sa mission, sans perdre un homme et tout en traitant ses prisonniers avec la plus grande humanité. Il permet notamment à Samuel Hearne de retourner en Angleterre en échange de la libération de prisonniers français et de la publication de la cartographie britannique qu'il lui a redonnée. Cette expédition lui valut une pension de 800 livres.
Cette expédition resta assez obscure à l'époque, mais elle développa les talents de La Pérouse, et le fit connaître comme un officier capable de diriger une campagne de découvertes notamment en milieu polaire. Il venait de parcourir des parages peu connus, et il avait eu à surmonter, dans un espace très restreint, la plupart des dangers que la navigation peut offrir dans toute l'étendue du globe. Cette renommée lui vaudrait le commandement de l'expédition de 1786 autour du monde.
Nommé capitaine de vaisseau à 39 ans pour sa brillante conduite pendant la guerre, il épouse en 1783 à l’Église Sainte-Marguerite de Paris Éléonore Broudou, sœur cadette de Frédéric Broudou (1760-1788) qui périra en même temps que son beau-frère lors du naufrage de La Boussole et L'Astrolabe. Le mariage est obtenu malgré quelques objections paternelles pour mésalliance avec une roturière. Le couple s'installe à Albi dans une maison achetée rue de l'École Mage. À cette occasion, La Pérouse est forcé de demander à son père son émancipation par manumission, comme au Moyen Âge, car le droit d'Ancien Régime en fait toujours un mineur incapable de se marier et d'acheter des biens immobiliers, malgré son âge mûr et sa situation.

### L’Expédition autour du monde (1785-1788)

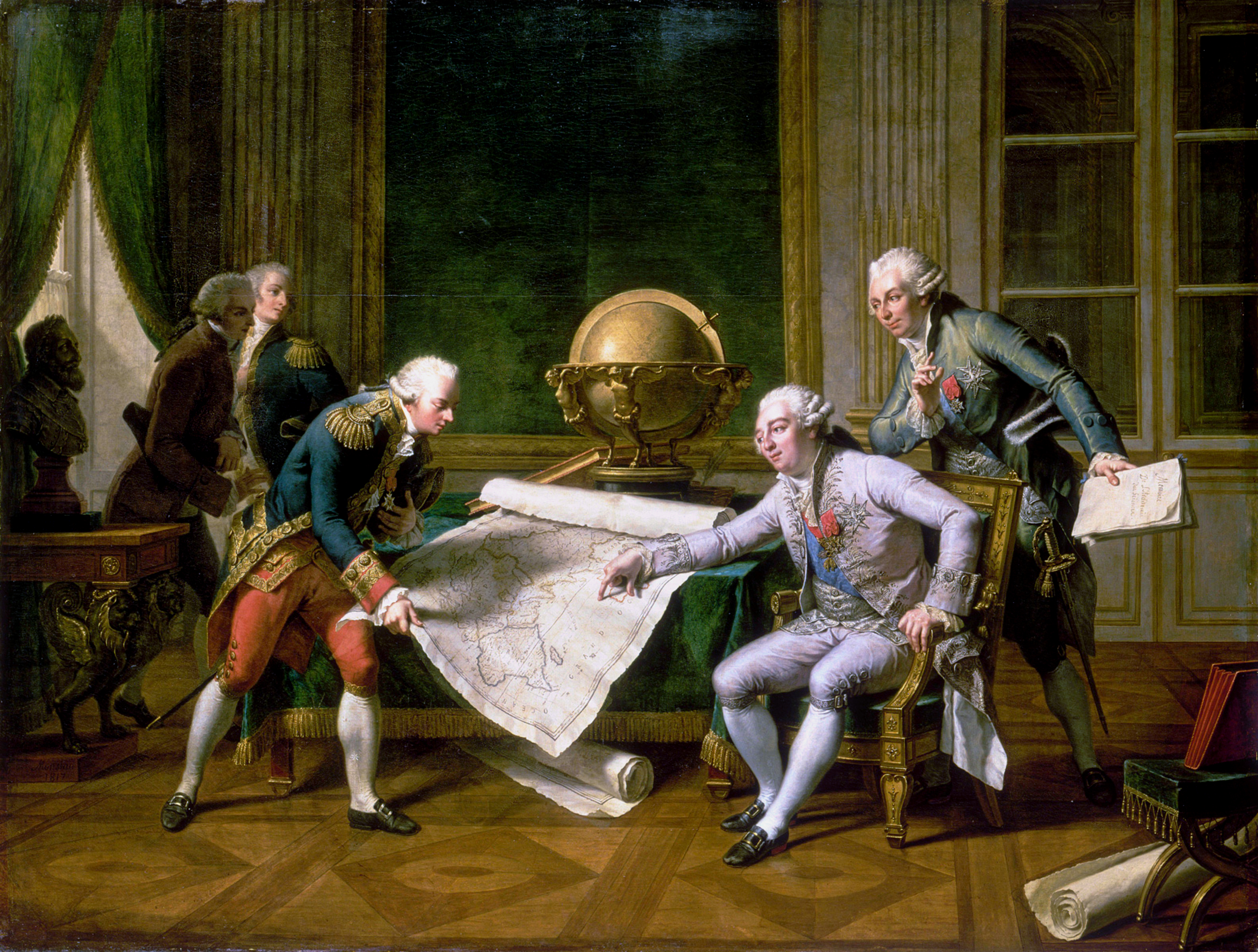
Louis XVI donnant ses instructions au capitaine de vaisseau La Pérouse pour son voyage d’exploration autour du monde, par Nicolas-André Monsiau (1817).

Après le traité de Paris, il est choisi par Charles Pierre Claret de Fleurieu alors directeur des ports et arsenaux, chargé de l'organisation de l'expédition, et confirmé par le marquis de Castries, ministre de la Marine et par Louis XVI, en raison de sa grande expérience et de ses qualités humaines, pour diriger une expédition autour du monde visant à compléter les découvertes de James Cook dans l'océan Pacifique. En juillet 1785, peu avant son départ, La Pérouse est promu brigadier des armées navales. Avant de s'embarquer, il se constitue une bibliothèque des cartes et des comptes rendus de voyage des navigateurs qui l'ont précédé sans entendre parler de la découverte du médecin naval écossais James Lind sur le scorbut. Le roi Louis XVI lui donne des instructions précises dans un document de 45 pages, notamment sur la façon de se comporter avec les populations locales. Laperouse s’y conformera à la lettre. Il se pose des questions en ce qui concerne les rapports avec les indigènes et les apports civilisateurs des Occidentaux.

« Les bienfaits d'une nouvelle plante farineuse, d'un fruit nouveau et même l'introduction des animaux domestiques, peuvent-ils être comparés à la somme de maux qui doit résulter pour ces peuples de l'introduction des usages et des mœurs européennes ?
En examinant ce problème sous les rapports philosophiques, politiques et même religieux ; en examinant ce qu'ils possèdent, bien convaincu que leurs désirs ne peuvent naître que des connaissances qu'ils n'ont pas, on finira, je pense, par former les vœux les plus ardens pour qu'ils puissent jouir long-temps de leur bonheur et de leur inaltérable tranquillité, dont la base est fondée sur la paix du cœur, la douceur et la jouissance de tous les sentimens, et l'exercice des lois puisées dans la nature. »

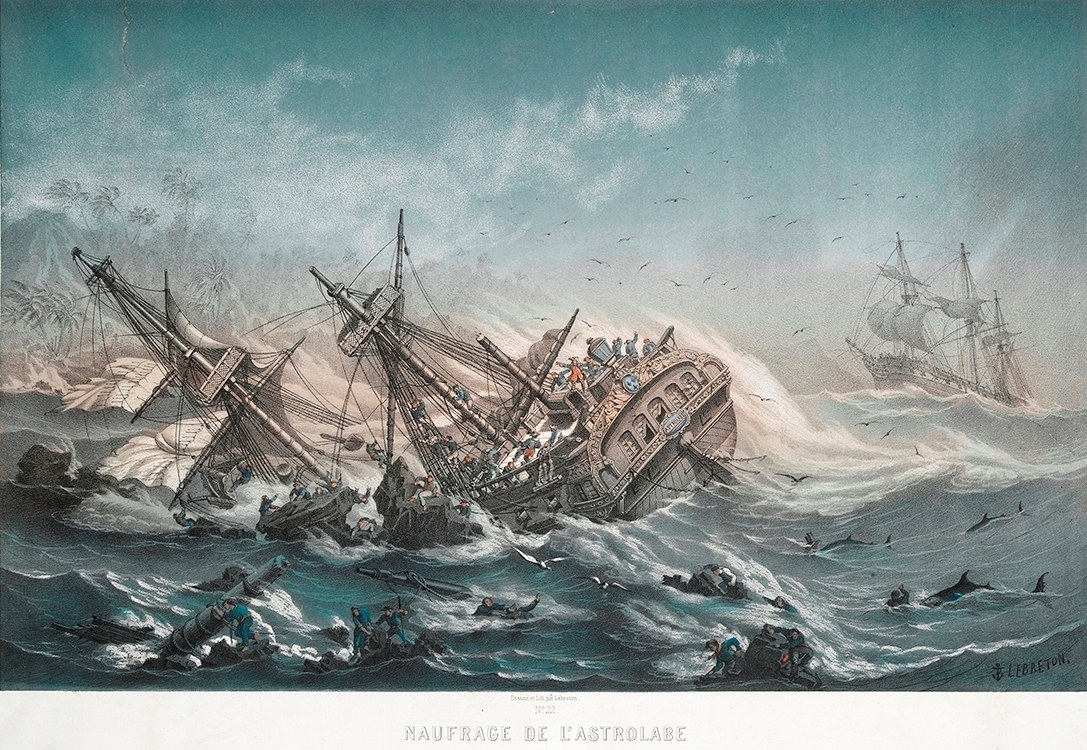
Le naufrage de L’Astrolabe et de La Boussole dans lequel disparait Jean-François de La Pérouse en 1788.

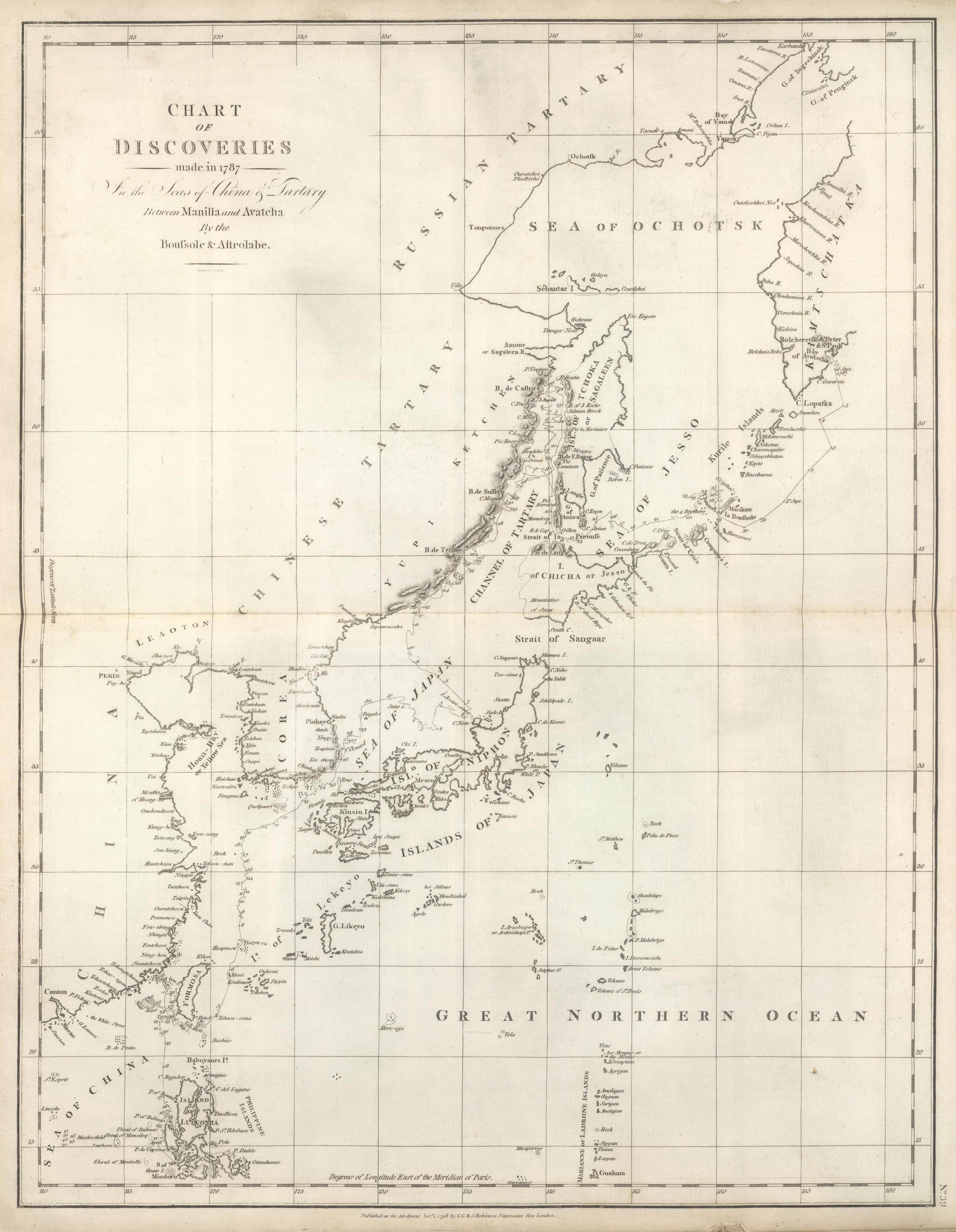
Trajet de La Pérouse en 1787 le long des côtes asiatiques.

La Boussole et L'Astrolabe, les deux frégates de l’expédition préparées principalement par Charles Pierre Claret de Fleurieu avec le concours de l’Académie des sciences, partent de Brest le 1er août 1785, franchissent facilement le cap Horn et arrivent à la baie de Concepción (Chili) le 23 février 1786 ; il y fait mouillage dans l'anse de Talcaguana jusqu'au 17 mars.
Le 9 avril, La Pérouse fait escale à l’île de Pâques, et, en mai, aux îles Sandwich (Hawaii) où il découvre l’île Maui négligée par James Cook. Le 23 juin, les frégates arrivent en vue du mont Saint-Élie (sur la frontière de l’Alaska et du Canada). La Pérouse descend ensuite le long de la côte ouest de l’Amérique en multipliant les reconnaissances hydrographiques. Le 14 septembre, il arrive à Monterey (Californie) où Esteban José Martínez lui vient en aide pour diriger les deux frégates dans le port. Traversant le Pacifique d’est en ouest, il entre à Macao, Chine, le 3 janvier 1787, puis, le 26 février, dans la baie de Manille avant de remonter vers le nord. Premier navigateur européen à pénétrer dans les parages situés entre la Chine et le Japon, La Pérouse découvre le détroit entre Yeso (ancien nom de l'île d'Hokkaidō, au Japon) et Sakhaline (Russie) qui porte son nom, avant de faire escale, le 7 septembre, dans la baie d’Avatcha (Tar’ya) à Pierre-et-Paul-du-Kamtchatka sur la côte de la péninsule Kamtchatka. C'est là qu'il reçoit une commission de chef d'escadre, arrivée de France. L’interprète Jean-Baptiste-Barthélemy de Lesseps débarque, avec les rapports et les cartes établis par son chef, pour regagner la France par la Sibérie.
La Pérouse se dirige alors vers le Pacifique central, débarque le 9 décembre à Maouna (Tutuila, îles Samoa), continue sa route vers les îles des Amis (îles Tonga), puis arrive le 26 janvier 1788 à Botany Bay, en Australie. Il en repart vers le 15 mars en direction du nord-est. Prises dans un cyclone, les frégates se brisent aux alentours de l’archipel des Îles Santa Cruz au milieu de juin 1788.

Trajet emprunté par l'expédition de La Pérouse de Brest jusqu'à Botany Bay (1785-1788).

### Recherche des traces de l'expédition

#### L'Expédition d'Entrecasteaux (1791-1794) et rumeurs à la fin duXVIIIesiècle

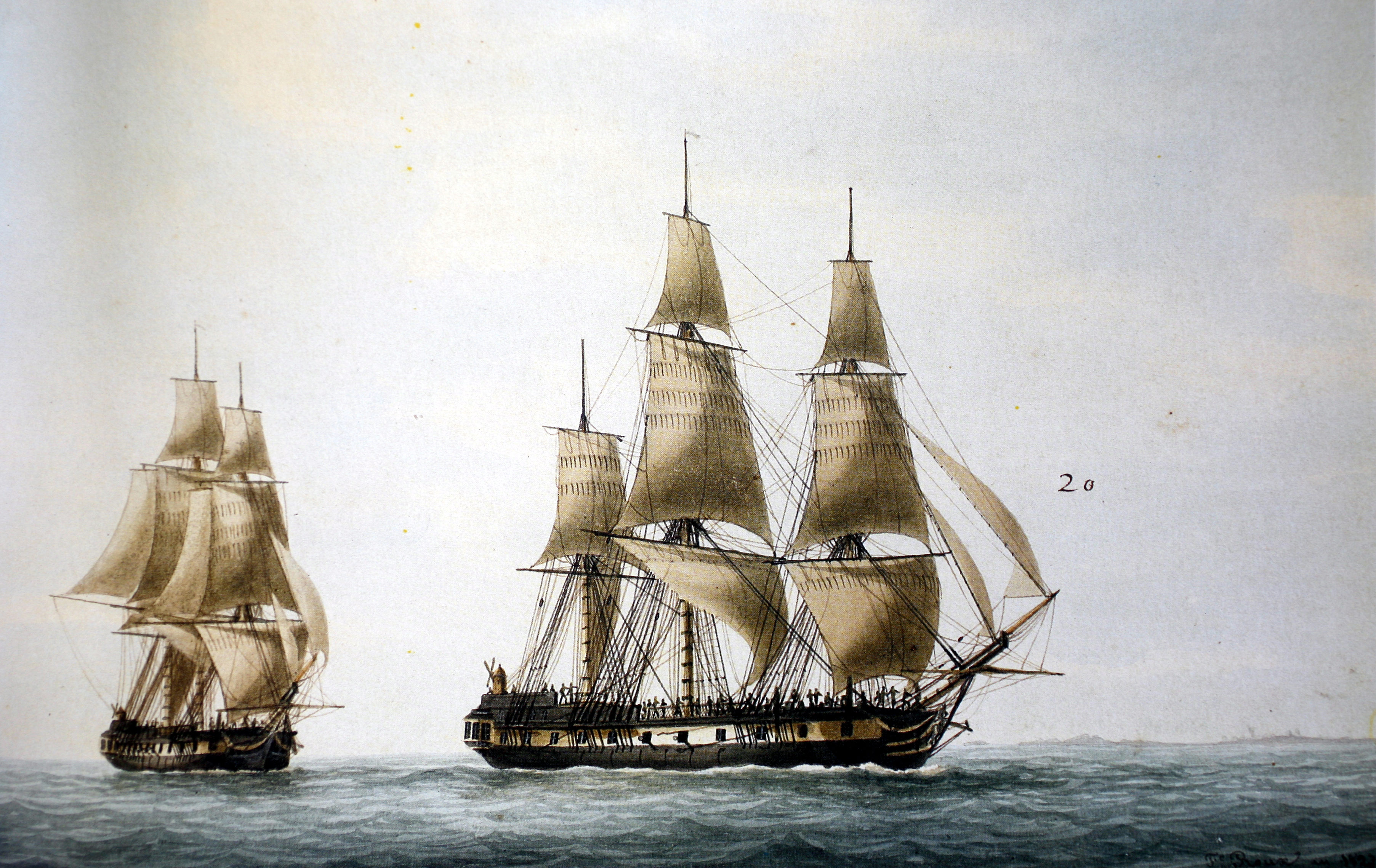
La Recherche et L'Espérance, par François Roux. Les deux navires de l'expédition envoyée à la recherche de La Pérouse.

Une expédition part à sa recherche en septembre 1791. Dirigée par l'amiral d'Entrecasteaux, elle part de Brest le 28 septembre avec deux frégates La Recherche et L'Espérance. Elle atteint l'île des Pins le 16 juin 1792 ; puis le 19 mai 1793, l'expédition découvrit une île nouvelle que d'Entrecasteaux baptisa l'île de La Recherche, or c'est sur cette île (également appelée Vanikoro) que les survivants de l'expédition La Pérouse (et peut-être La Pérouse lui-même) avaient trouvé refuge. L'expédition poursuit sa route vers « Surabaya » sans jamais l'atteindre.
Plusieurs rumeurs couraient à l'époque. Une des déclarations les plus retentissantes est celle du Britannique George Bowen, capitaine du navire Albemarle, devant les autorités de Morlaix, en 1793. Cet officier prétend avoir vu, dans la nuit du 30 décembre 1791, sur la côte de la Nouvelle-Géorgie, des débris de vaisseau, des filets de main-d'œuvre européenne. Les contradictions de cette déclaration ne permettent pas d'en faire la base d'une tentative sérieuse. Toutefois, malgré le peu de succès des recherches, on avait toujours gardé l'espoir de retrouver une partie de son équipage, ou au moins un indice de leur destin. Divers bruits de cette nature se succédèrent presque d'année en année, mais ils parurent trop peu fondés pour mériter de fixer l'attention.

#### XIXesiècle: l'expédition de Dumont d'Urville et la découverte de Peter Dillon

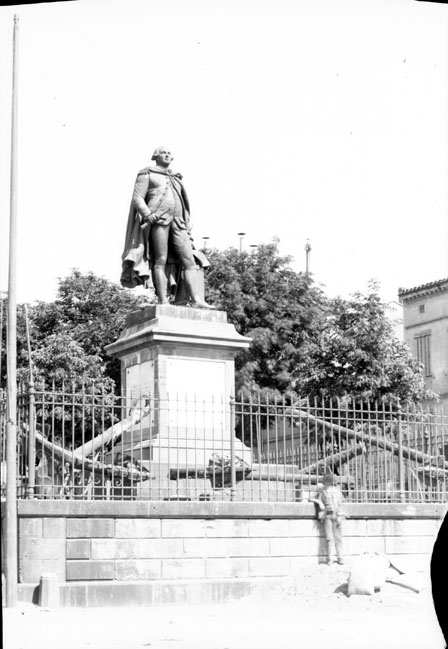
Photo prise en 1899 de la statue de La Pérouse au pied de laquelle sont déposés les ancres et canons retrouvés par Tromelin à Vanikoro.

Enfin, vers la fin de 1825, un officier britannique affirme savoir d'un capitaine américain, que celui-ci, après avoir découvert un groupe d'îles bien peuplées et entourées de récifs, en avait rencontré les habitants, et vu entre leurs mains une croix de Saint-Louis et des médailles comme celles que la Pérouse avait emmenées. Ces indices pouvaient faire croire que les bâtiments de la Pérouse avaient péri sur ces îles, mais la position de ces îles restait inconnue. Quoique l'espoir de le retrouver fût presque évanoui, et que le rapport du capitaine américain omît ce renseignement capital, on voulut lancer une nouvelle expédition.
Dumont d'Urville, alors capitaine de frégate, en est vivement frappé. Il prend la tête d'une nouvelle entreprise de circumnavigation qui part de Toulon le 25 avril 1826.
Un vaisseau de la compagnie anglaise des Indes orientales est également expédié à la recherche des traces de La Pérouse. Sur la base d'indices obtenus en 1826, le capitaine marchand et explorateur Peter Dillon découvre en septembre 1827 les restes du naufrage à Vanikoro, Îles Santa Cruz (Îles Salomon), au nord du Vanuatu.
Dillon découvre la cloche de L'Astrolabe et des pierriers de bronze qui avaient été conservés par les habitants. Aucune trace de La Boussole n'est découverte. Il apprend sur l'île de Vanikoro « comment deux grands navires s'étaient échoués par une nuit de grande tempête : l'un aurait coulé, l'autre se serait échoué et les survivants auraient pu s'installer sur un point de Vanikoro, nommé Paiou. Cinq ou six mois après, une partie des survivants seraient repartis à bord d'un petit bateau fabriqué avec les débris du grand. L'autre partie resta à Vanikoro, se mêla aux affrontements des indigènes. Le dernier des survivants serait mort peu avant la venue de Peter Dillon. »
En 1828, Dumont d'Urville reconnaît lui aussi, dans l'île de Vanikoro, le lieu probable du naufrage et de la mort de Jean-François de La Pérouse. Il retire du corail des ancres, des pierriers ayant appartenu à L'Astrolabe mais toujours pas de trace de La Boussole.
Dans les années qui suivirent, deux autres explorateurs français passent par Vanikoro : Legoarant de Tromelin retrouve les ancres et les canons qui sont déposés, depuis 1884, au pied du monument dressé en l'honneur de La Pérouse par la ville d'Albi.

#### Années 1960-2017: exploration des épaves
En juin 1962, un plongeur néo-zélandais fixé à Port Vila accompagne Pierre Anthonioz dans son expédition. Reece Discombe prospecte le récif de part et d'autre du gisement de L'Astrolabe et repère rapidement, par 15 mètres de fond, des formes d'ancres et de canons pris dans le corail. Il remonte un plomb de sonde qu'il pense être de La Boussole.
En février 1964, Reece Discombe revient sur les lieux et il remonte des pierriers et une poulie de bronze. En mars, avec l'amiral de Brossard de la Marine Nationale, il retrouve beaucoup d'objets dont une partie est exposée au musée d'Albi, dont une cloche attribuée à La Boussole.
Depuis le début des années 1980, des plongeurs de l'association Salomon fondée par Alain Conan organisent des campagnes de fouilles et d'archéologie sous-marine sur les lieux du naufrage, permettant de remonter un grand nombre d'objets ayant appartenu aux membres de l'Expédition de La Pérouse.
En 2008, le musée national de la Marine de Paris organise une exposition sur La Pérouse, ses marins et les scientifiques embarqués sur les deux frégates.

## Jugement par ses contemporains et les historiens
Extrait des Mémoires d'outre-tombe. François-René de Chateaubriand doit être reçu par le comte d'Hector en préalable à son entrée aux gardes de la marine.

« Lorsque le comte de Boisteilleul me conduisait chez M. Hector, j'entendais les jeunes et les vieux marins raconter leurs campagnes, et causer des pays qu'ils avaient parcourus : l'un arrivait de l'Inde, l'autre de l'Amérique ; celui-là devait appareiller pour faire le tour du monde, celui-ci allait rejoindre la station de la Méditerranée, visiter les côtes de la Grèce. Mon oncle me montra La Pérouse dans la foule, nouveau Cook dont la mort est le secret des tempêtes. J'écoutais tout, je regardais tout, sans dire une parole ; mais la nuit suivante, plus de sommeil : je la passais à livrer en imagination des combats, ou à découvrir des terres inconnues… »

L'historien et spécialiste de la Marine Étienne Taillemite dit de lui :

« Lapérouse représente le type le plus accompli du marin du XVIIIe siècle. Excellent navigateur, brillant combattant, chef très humain, esprit ouvert à toutes les sciences de son temps, il sut toujours habilement combiner prudence et audace, expérience et théorie. Aussi habile qu’infatigable, aussi aimable que ferme, il savait se faire aimer de tous. »

## Honneurs et postérité

### Musée Lapérouse

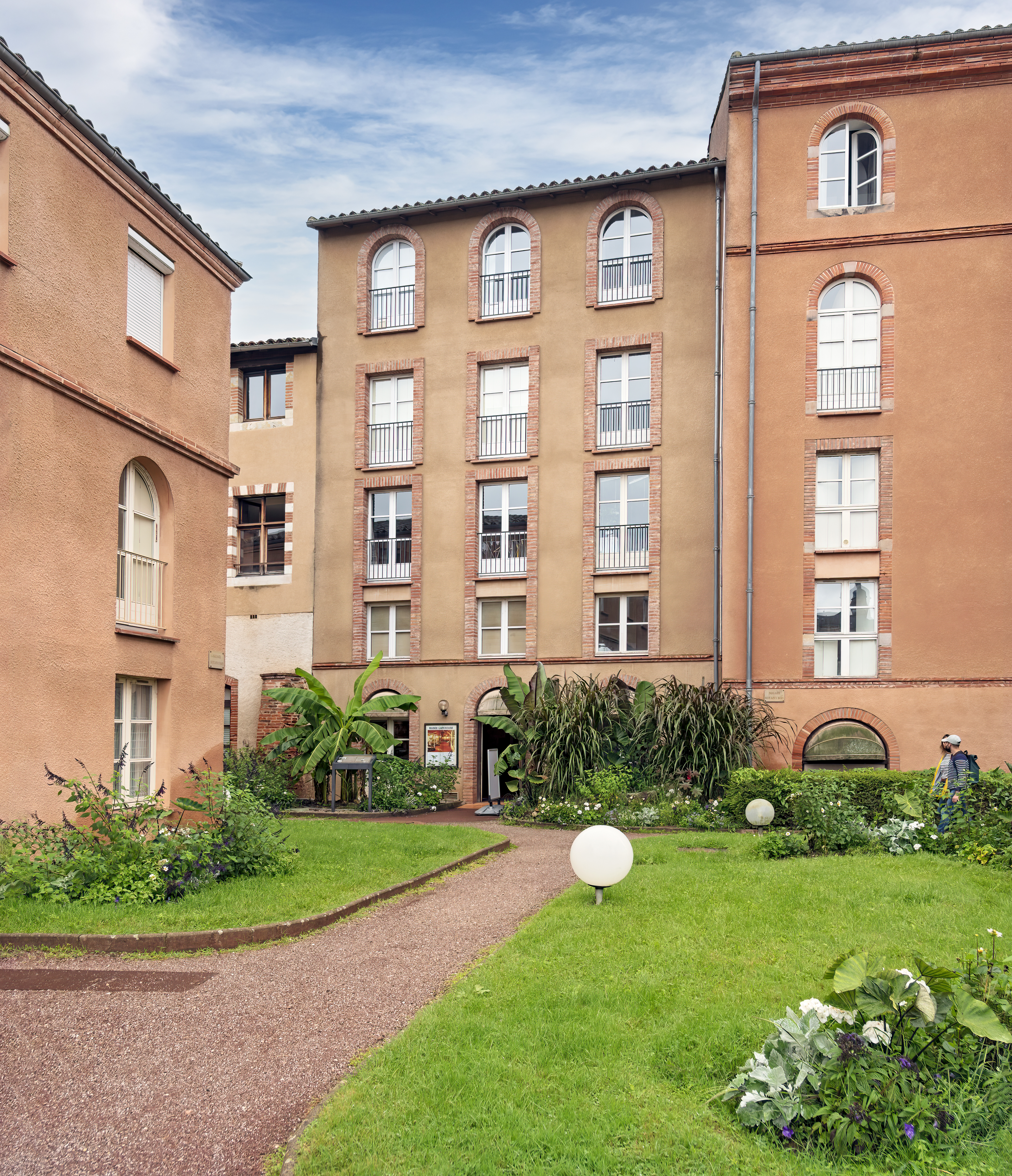
Entrée du musée Lapérouse à Albi.

La ville d'Albi lui a consacré un musée Square Botany Bay voir musée Lapérouse.

### Citation
Les dernières paroles de Louis XVI avant de quitter sa prison le jour de son exécution auraient été, selon certains chroniqueurs : « A-t-on des nouvelles de monsieur de La Pérouse ? »

### Lieux nommés d'après La Pérouse
Plusieurs lieux ont été nommés en hommage à Jean-François de Galaup, comte de La Pérouse, le nom s'écrivant parfois en un seul mot « Lapérouse » :
- le rocher de la Pérouse, sur le territoire de la commune de Quarré-les-Tombes dans l'Yonne, et de celle de Dun-les-Places dans la Nièvre, sur une hauteur (563 m) du massif du Morvan ;
- le détroit de La Pérouse entre les îles de Hokkaidō et de Sakhaline ;
- la baie La Pérouse de l'île de Pâques ;
- « La Pérouse Bay » à la pointe sud de l'île de Maui (archipel d'Hawaï) ;
- le pinacle La Pérouse, îlot au centre du banc de sable de la Frégate française (French Frigate Shoals) dans l'archipel d'Hawaï ;
- le mont La Pérouse, mont sous-marin de l'océan Indien ;
- le mont La Perouse (en), sommet en Nouvelle-Zélande ;
- le mont La Pérouse, sommet en Alaska (États-Unis) ;
- La Pérouse, cratère lunaire attribué par l'Union astronomique internationale en 1935 ;
- le glacier La Pérouse, dans les îles Kerguelen des Terres australes et antarctiques françaises (TAAF) ;
- La Pérouse, ancienne localité de la baie d'Alger, devenue Tamentfoust (Matifou);
- La Perouse, localité de la banlieue de Sydney près de l'endroit où il aborda en 1788 ;
- des odonymes :
  - en France : la rue La Pérouse du 16e arrondissement de Paris ; la rue La Pérouse de Nantes ; la rue Lapérouse de Pantin ; les rues La Pérouse de Concarneau, Cergy, Reims, Rennes, Massy, Brest et Rochefort ; la place Lapérouse d'Albi, juste à côté de la statue de La Pérouse, et celle de Bompas dans les Pyrénées-Orientales ; mais aussi l'esplanade La Pérouse de Plan-de-Cuques et l'allée La Pérouse de Caen,
  - en Australie : La Pérouse Street à Canberra dans le quartier de Red Hill ;
- des lycées à Albi (lycée Lapérouse), Brest (renommé lycée Lapérouse-Kerichen en 2014), Nouméa (lycée Lapérouse) et San Francisco ;
- le Lapérouse, un restaurant historique situé 51, quai des Grands-Augustins dans le 6e arrondissement de Paris (si ce restaurant se voulait un hommage à l'explorateur, il doit surtout son nom à son propriétaire au milieu du XIXe siècle, M. Lapérouse) ;
- le Lapérouse, un café du même nom place de la Concorde à Paris.

### Espèces dédiées
- Une espèce d'Insecte Coléoptère de la famille des Histeridae: Bacanius (Bacanius) laperousei, décrite de Nouvelle-Calédonie, lui a été dédiée par l'entomologiste français Yves Gomy en 1976[32].

### Statues, stèles, mémoriaux

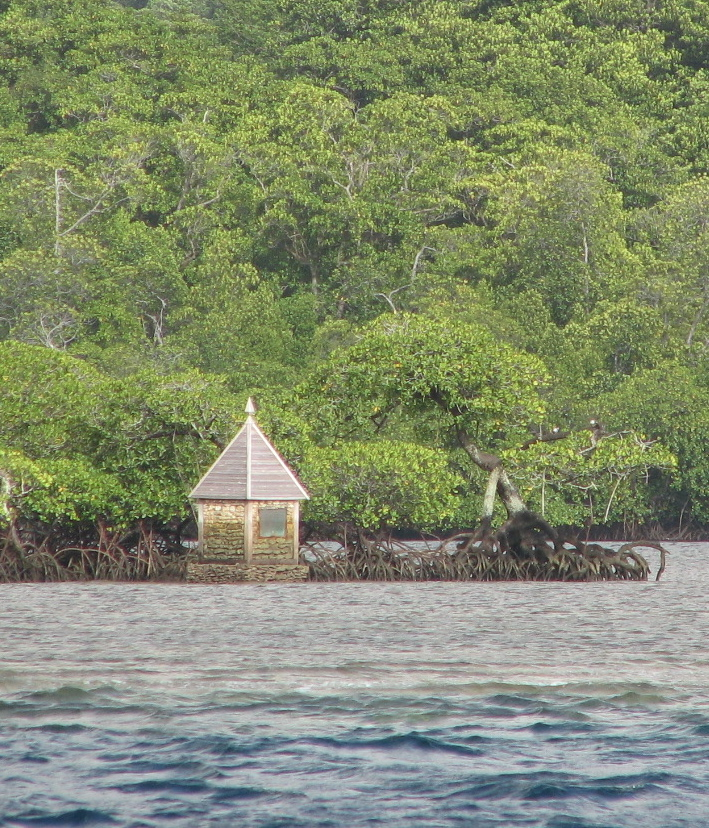
Monument en hommage à La Pérouse à Vanikoro.

En 1825 à l'initiative de Hyacinthe de Bougainville, commandant La Thétis, une colonne a été élevée à Botany Bay (Australie).
En 1843 un monument a été érigé (sur la colline Nikolski), à l'initiative de la France, après autorisation du Tsar, à Petropavlosk (Russie). Détruit en 1854, il a été restauré en 1882 aux frais du savant polonais Dybowski.
En 1853, la ville d'Albi, patrie du navigateur, lui a élevé une statue de bronze œuvre du sculpteur Raggi.
En 1887 aux Samoa un mémorial a été élevé par la Marine Nationale à la mémoire du capitaine de vaisseau de Langle tué en septembre 1787.
En 1947 une plaque a été apposée près de l'église de San Carlos de Borromeo à Carmel (États-Unis).
En 1952 une plaque du souvenir faisant mention de la prise du fort Prince of Wales (Canada) a été apposée par Historical Sites and Monuments Board of Canada.
En 1985 dépôt d'une plaque du souvenir sur l'île du Cénotaphe à Lituya Bay (Alaska-États-Unis). Disparue depuis.
En 1989, à l'île Maurice (ancienne Île-de-France) une stèle a été érigée par la General Construction Co Ltd pour le compte du bicentenaire de la Révolution française. Stèle inaugurée le 14 mars 1989 par M. Alain Decaux de l'Académie française, ministre de la Francophonie.
Autre stèle érigée à l'île Maurice sur un terrain où vécut l'illustre navigateur « […] achète ce terrain en avril 1773 et y vécut ». Le Capitaine Flinders dit « In this spot he once dwelt, perhaps little known to the world but happy ».
En 1997 un monument est érigé à Terneï (Russie) à l'initiative des autorités de la ville qui porte le nom emprunté à un toponyme donné par La Pérouse quand il aborda sur les côtes de la Manche de Tartarie : Ternay.
Le 30 mai 1994, une plaque commémorative est inaugurée par The friends of La Pérouse, en souvenir de l'arrivée le 30 mai 1786 de l'Amiral Jean-François Galaup, comte de La Pérouse, au lieu-dit Keone'O'Iu, ou La Pérouse Bay, à Maui (archipel des Îles Hawaï).
Le 5 mai 2006 était inaugurée à Tomari-Penzenskoi (Ile Sakhaline-Russie) une stèle à Lapérouse grâce à l'action de Jacques Bodin et des autorités locales.
Le 27 octobre 2007 a été érigé au cap Soya (sur l'île d'Hokkaïdo au Japon) un monument commémorant le passage de La Pérouse dans le détroit qui porte son nom. Ce monument a été élevé grâce aux initiatives de MM. Jacques Bodin et Shunzo Tagami avec les aides de la municipalité de Wakkanaï et de l'association Lapérouse d'Albi.
Le 29 juin 2011 est inaugurée une stèle (sous laquelle repose l'inconnu de Vanikoro) à la mémoire de l'expédition La Pérouse. Elle est située dans la cour d'honneur de la préfecture maritime de Brest.
En 2013 un monument est érigé grâce aux autorités locales en Baie de Kastri (Russie) en un lieu nommé par Lapérouse en l'honneur du ministre de la Marine de Castries (les Russes ignoraient que l'on prononce « Castres »).

### Navires
Trois navires de la Marine nationale française ont aussi porté son nom.
- La Pérouse : croiseur de 1re classe, mis sur cale à Brest en 1875, lancé en 1877. Il fait naufrage à Madagascar le 31 juillet 1898.
- Un bâtiment hydrographique, mis sur cale à Penhoët en 1938, saisi sur cale par les Allemands en juin 1940 qui le rebaptisèrent SG4 Merkur. Il est récupéré en 1945 à Saint-Nazaire. En 1946, il prend le nom de La Pérouse. Désigné comme aviso de 1re classe (F 750), il est cependant principalement déployé en océan Indien, basé à Diego Suarez, et effectua des missions hydrographiques aux Terres australes et antarctiques françaises (TAAF)
- Le Lapérouse un bâtiment hydrographique lancé en 1986.

Deux navires civils français portent son nom :
- Un navire porte-conteneur de 13800 EVP, le CMA CGM Laperouse, de la compagnie française CMA CGM lancé en 2010 ;
- Un navire d’expédition de la série Ponant Explorers, Le Lapérouse de la compagnie Ponant qui fut lancé en 2018.

À Anvers en Belgique, un bateau restaurant porte son nom.

### Philatélie
Plusieurs timbres commémoratifs ont été dessinés en mémoire de La Pérouse, le premier en 1942 un deuxième en 1988 à l'occasion du bicentenaire de la disparition du navigateur et de son équipage. Le timbre de 1942 fut réédité en 2018 sous la forme d'un bloc feuillet de 5 timbres. Son navire La Boussole fut également l'objet d'un timbre dans le bloc Bateaux célèbres en 2008.

### Centenaire de la mort de La Pérouse
Le centenaire de la mort de La Pérouse est célébré le 20 avril 1888 en séance solennelle dans le grand amphithéâtre à La Sorbonne, par la société de géographie, sous la présidence de Ferdinand de Lesseps, de l'Institut ; le contre-amiral vicomte Fleuriot de Langle et Norbert de Barthès de Lapérouse, commissaire de la Marine en retraite et petit-neveu de l'illustre navigateur, étaient membres du Comité d'organisation. Ce dernier avait réuni pour l'occasion une importante collection d'objets lettres, portraits, ouvrages, etc. en tout 173 articles dont plus de cent provenaient de sa collection personnelle.

### Expositions
Deux expositions lui ont été consacrées au musée national de la Marine à Paris. La première intitulée La généreuse et tragique expédition de La Pérouse a eu lieu du 13 juin 1985 au 23 septembre 1985. La seconde Le Mystère Lapérouse, enquête dans le Pacifique sud a eu lieu quant à elle du 19 mars 2008 au 20 octobre 2008.

### Spectacles

#### Le Mystère de La Pérouseau Puy du Fou
En 2018 est inauguré, au parc à thème historique du Puy du Fou, en Vendée, un spectacle sur l'expédition autour du monde de La Pérouse, intitulé Le Mystère de La Pérouse. 

#### Le Trésor de La Pérouseà Terra Botanica
A Terra botanica à Angers un spectacle immersif (avec une serre tropicale) sur les recherches des frères de petit Thouars du trésor botanique perdu de La Perouse. Le comte aurait collecté des trésors botaniques durant ses voyages de par le monde et les aurait laissés sur une île. Celle ci serait donc du fait extraordinaire d'un point de vue botanique. Spectacle nommé Le trésor de La Pérouse.[pas clair]

#### Le dernier voyage de Lapérousepar la Compagnie Pupella-Noguès
La Compagnie Pupella-Noguès adapte en 1995 la pièce, écrite par le compositeur américain Jon Appleton, pour le  théâtre de marionnettes et d'ombres, avec la mise en scène de Joëlle Noguès. Spectacle créé au centre culturel de Figeac, qui présenté (entre autres)  au festival de la marionnette de  Cannes, à la Scène Nationale d'Albi et au Festival arrivano dal mare de Cervia (Italie).

## Œuvres de La Pérouse
- Jean-François de La Pérouse, Voyage autour du monde sur l’Astrolabe et la Boussole, Paris, La Découverte, 2005, 414 p., poche (ISBN 2-7071-2782-5)
- (en) Voyage Round the World; Performed in the Years 1785, 1786, 1787, and 1788, by the Boussole and Astrolabe chapitres VI à XII - Volume 2 chapitre XVI
- Carte D'Une Partie Du Grand Océan à l'E et S.E. de la Nouvelle-Guinée pour l'intelligence du Voyage de la Frégate Espagnole la Princesa commandée par D. Francisco Antonio Maurelle en 1781 Paris 1789
- Carte du Grand Océan ou Mer du Sud dressée pour la relation du voyage de decouvertes faites par les frégates françaises la Boussole et l'Astrolabe dans les années 1785, 86, 87 et 88

## Iconographie

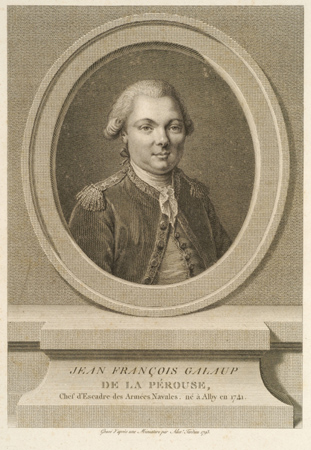
Jean-François Galaup de La Pérouse, gravure du XVIIIe siècle d'après une miniature.
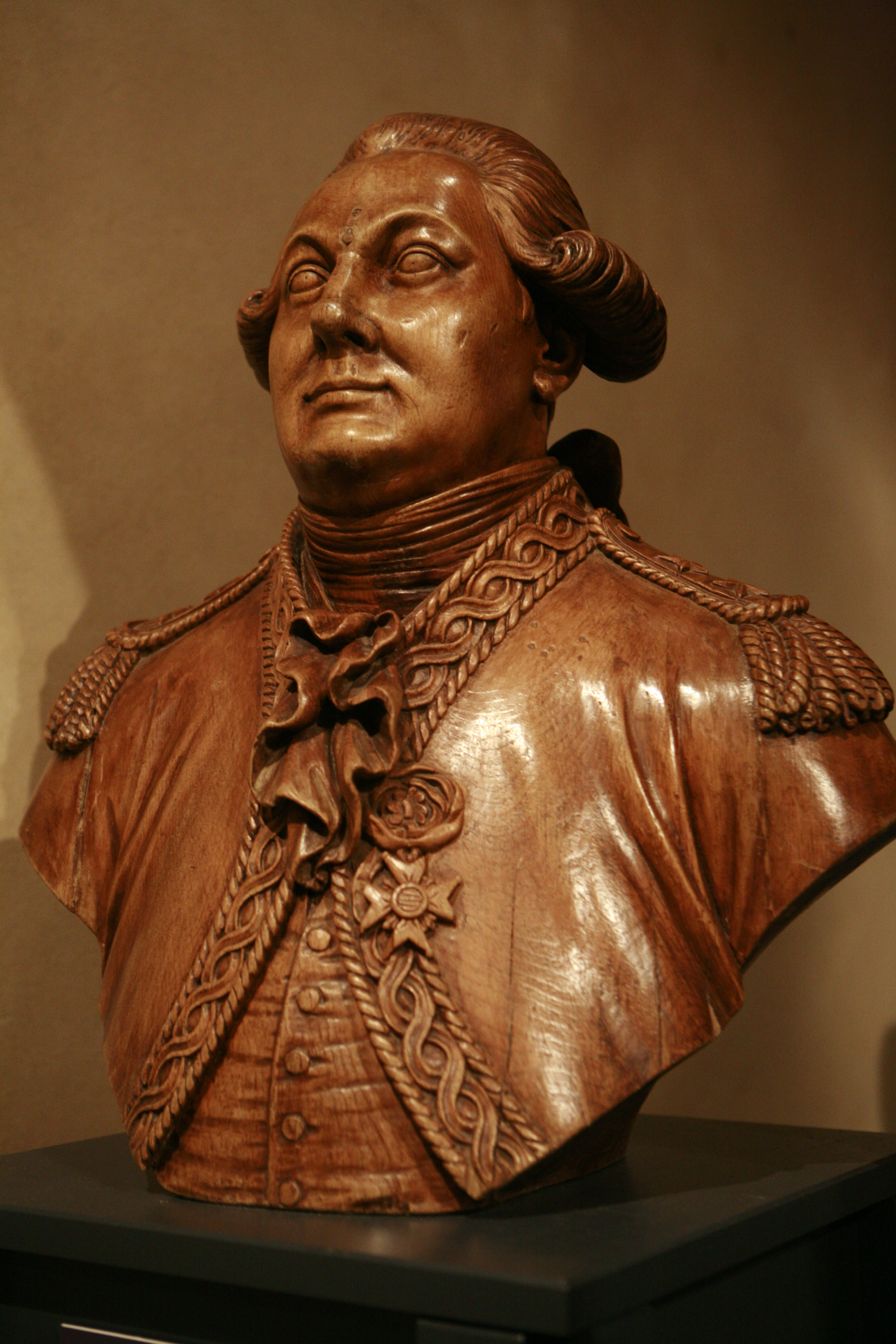
Yves Collet, Buste de Jean-François de Galaup, comte de La Pérouse, musée de la Marine de Brest.
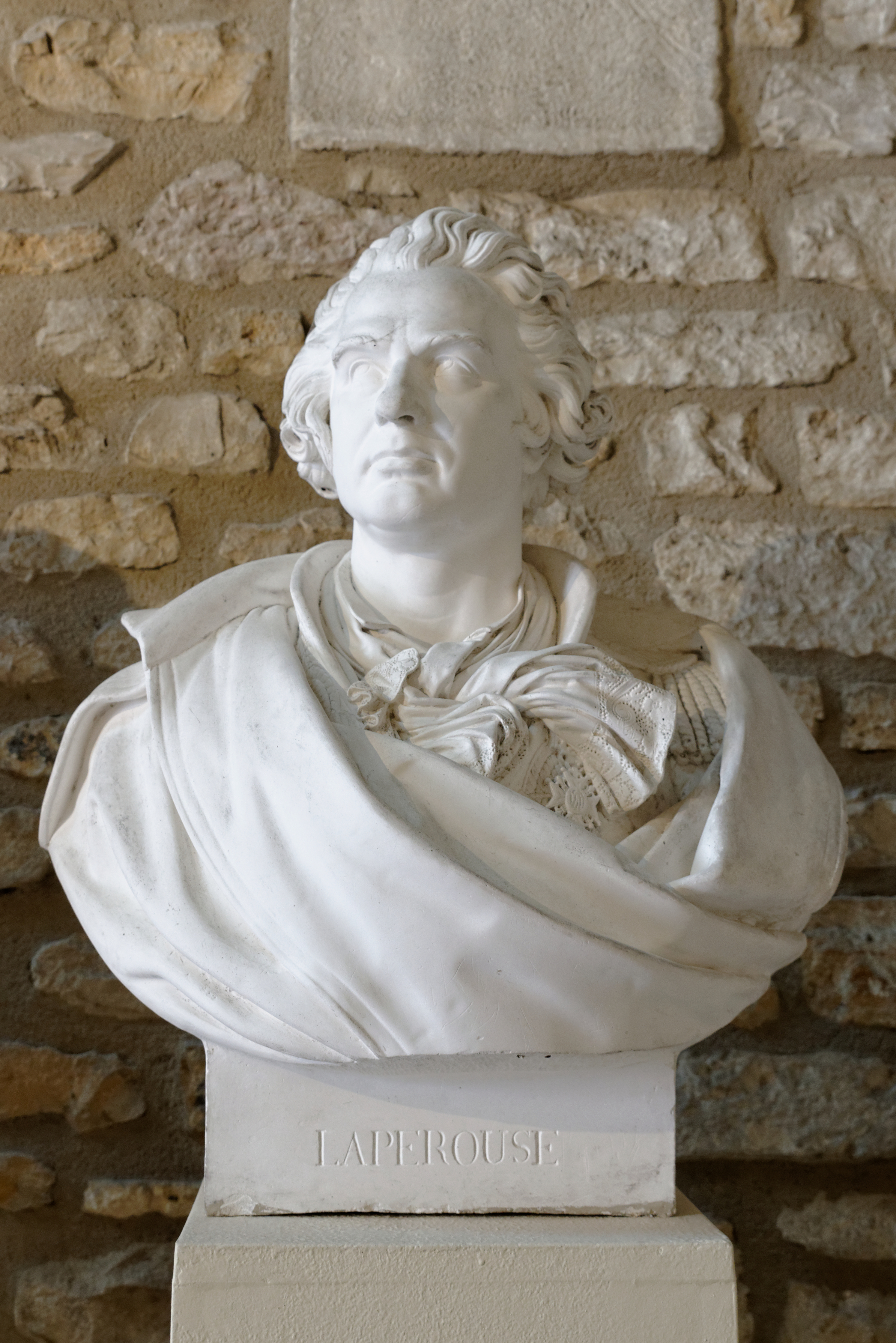
François Rude, Portrait de Lapérouse (1828), Dijon, musée Rude.
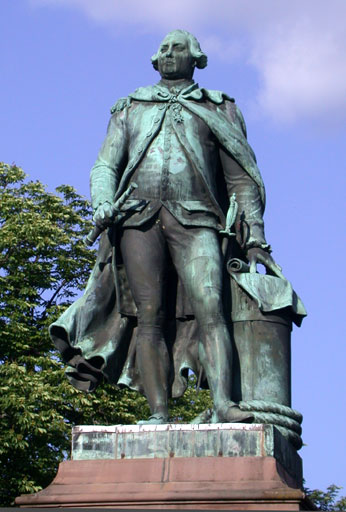
Nicolas Raggi, Monument à Lapérouse (1853, détail), Albi, place Lapérouse[42].
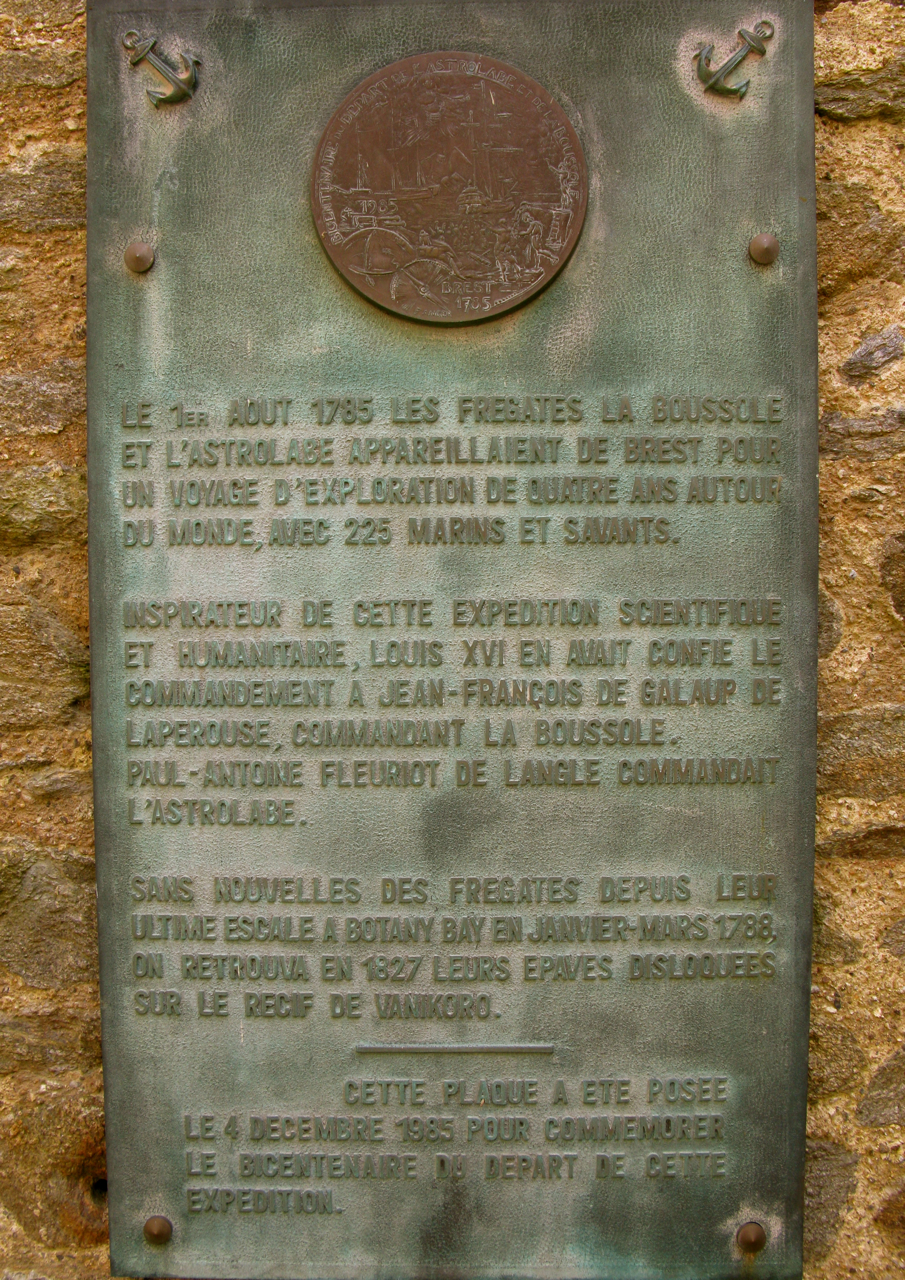
Plaque commémorative à Brest.
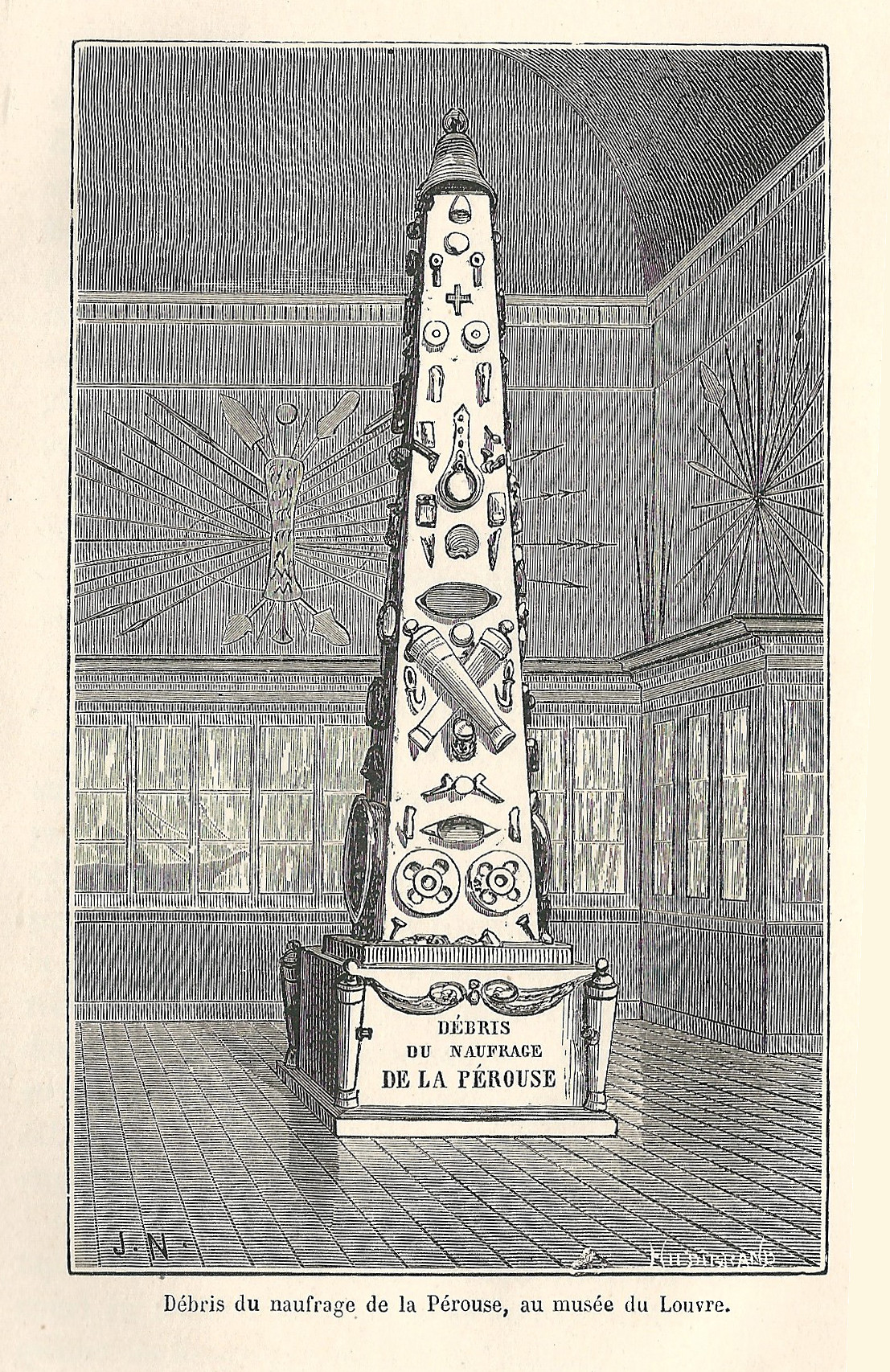
Débris du naufrage de La Pérouse, au musée du Louvre, gravure d'après Jules Noël.

- Un buste de La Pérouse (1989) par Ante Dabro (en) orne la promenade d'Australie à Paris.

## Sources et bibliographie

### Source partielle
- Des journaux de navigation de Jean-François de La Pérouse sont conservés aux Archives nationales sous la cote 489AP. Ils sont consultables sous forme de microfilms[43].
- « Jean-François de La Pérouse », dans Louis-Gabriel Michaud, Biographie universelle ancienne et moderne : histoire par ordre alphabétique de la vie publique et privée de tous les hommes avec la collaboration de plus de 300 savants et littérateurs français ou étrangers, 2e édition, 1843-1865 [détail de l’édition]
- Bruno de Dinechin, Duhamel du Monceau : un savant exemplaire au siècle des Lumières, Luxembourg, Connaissance et mémoires européennes, 1999, 442 p. (ISBN 2-919911-11-2)

### Ouvrages anciens sur La Pérouse
Jean-Baptiste de Lesseps (oncle de Ferdinand de Lesseps), qui avait fait une partie de la campagne de La Pérouse, s'en était séparé au Kamtchatka et était revenu en France par terre, avec tous les journaux et cartes qui ont été publiés. Son récit de voyage entre le port de St-Pierre et St-Paul et Okhotsk puis Saint-Pétersbourg est imprimé en 1790.

#### Sur le reste de l'expédition de la Pérouse, en plus du mémoire deM.de Rossel
- M. L. A. Milet-Mureau, Voyage de la Pérouse autour du monde publié conformément au décret du 22 avril 1791, Paris, 1797, 4 vol. avec atlas
- (en) Peter Dillon, Narrative and successful resuit of a Voyage in the South-Seas performed by order of the government of Bristish India, to ascertain the actualfate of la Pérouse expédition, interpersed with accounts of the religion, manners, customs, and Cannibal practices of the South Sea Islanders, by the chevalier capt Peter Dillon, Londres, vol. in-8°Avec une carte de l'île de Vanikoro et deux planches
- Voyage aux îles de la mer du Sud en 1827 et 1828, et relation de la découverte du sort de la Pérouse, dédié au roi par le capitaine Peter Dillon, Paris, 1830, vol. in-8°Avec une carte de l'île de Vanikoro et trois planches. Traduction de l'ouvrage précédent
- Jules Dumont d'Urville, Voyage de découvertes autour du monde et à la recherche de la Pérouse, par Jules Dumont d'Urville, capitaine de vaisseau, exécuté sous son commandement par ordre du gouvernement sur la corvette l'Astrolabe, pendant les années 1826 à 1829, t. 10 vol., Paris, 1832, in-8°Avec atlas
- Jules Verne, La Pérouse et les navigateurs français, Cardeilhan, 1879. Réimpression, Paris, Zulma, 1992,  (ISBN 2-909031-15-2).
- F. Valentin, Voyages et aventures de La Pérouse, Tours, AD Mame et Cie, 1856

### Ouvrages modernes sur La Pérouse
- Raymond d'Azemar, Lapérouse et sa famille en Rouergue et en Albigeois : à Sauveterre et Villefranche-de-Rouergue, Rodez, Albi, Cordes, Réalmont, etc. : histoire, familles, généalogies, héraldique, Albi, Atelier graphique Saint-Jean, 1992, 510 p.
- François Bellec, Les Esprits de Vanikoro : Le mystère Lapérouse, Paris, Gallimard, 2006, 191 p. (ISBN 2-7424-1913-6)Peintures de John Pendray, peintre officiel de la Marine, et dessins de l'auteur. Photographies de Christian Grandin et Pierre Larue, de l'Association Salomon, et de l'auteur
- Hubert Sagnières Routes nouvelles,Cotes inconnues » Flammarion, 2023,  (ISBN 9782080428448).
- François Bellec, Le testament de Lapérouse, roman, JC Lattès, 2015
- Jean-Baptiste de Lesseps, Le Voyage de Lapérouse, Paris, Éditions Pôles d’images, 2005
- Alain Conan, À la recherche de Lapérouse. Voyages dans les mers du sud, Barbizon, éditions Pôles d’images, 2005, 312 p. (ISBN 2-915561-04-4)
- René Maine, Lapérouse, Paris, Sagittaire, 1946
- Catherine Gaziello, L'expédition de Lapérouse, 1785-1788 : réplique française aux voyages de Cook, Paris, C.T.H.S, 1984
- François Bellec, La généreuse et tragique expédition, Rennes, Ouest-France, 1985, 267 p. (ISBN 2-85882-837-7)
- Maurice-Raymond de Brossard, Lapérouse : des combats à la découverte, Paris, France-Empire, 1978 (ISBN 2-85704-003-2)
- Yves Jacob, L’énigme Lapérouse, Paris, Tallandier, 2004, 296 p. (ISBN 2-235-02272-3)
- Hans-Otto Meissner, La Pérouse, le gentilhomme des mers, Paris, Perrin, 2004, 317 p. (ISBN 2-262-00536-2)
- Jacques Bodin, « Les toponymes de La Pérouse en Manche de Tartarie », Acta Geographica, Société de Géographie, no 1510,‎ septembre 2003
- John Dunmore (trad. de l'anglais), La Pérouse, Explorateur du Pacifique, Paris, Payot, 1986, 312 p. (ISBN 2-228-14060-0)
- (en) John Dunmore, The Journal of Jean-François de Galaup de La Pérouse 1785-1788, Londres, Hakluyt Society c/o British Library, 1994, 613 p. (ISBN 0-904180-38-7)
- John Dunmore (trad. de l'anglais), La Vie de La Pérouse : L'appel d'un destin, Toulouse, Privat, 2006, 429 p. (ISBN 2-7089-6863-7)
- Fleuriot de Langle, La tragique expédition de Lapérouse et Langle, Paris, Librairie Hachette, 1954
- Jean Guillou, Moi, Jean Guillou, Second Chirurgien de l'Astrolabe : voyage de Lapérouse, 1785-1788, Beauvoir-sur-Mer, Ed. de l'Etrave, 1999, 309 p. (ISBN 2-909599-42-6)
- Jean Guillou, Peter Dillon, Capitaine des Mers du Sud : le découvreur des restes de La Pérouse, Beauvoir-sur-Mer, Ed. de l'Etrave, 2000, 191 p. (ISBN 2-909599-49-3)
- Étienne Taillemite, « Lapérouse : un explorateur dans le Pacifique », L'Histoire, hors-série, no 8,‎ juin 2000, p. 66-72
- Étienne Taillemite, Louis XVI ou le navigateur immobile, Paris, Payot, coll. « Portraits intimes », 2002, 265 p. (ISBN 2-228-89562-8)
- Paul et Pierrette Girault de Coursac, Le voyage de Louis XVI autour du monde. Expédition La Pérouse, La Table Ronde (réimpr. 2000) (1re éd. 1982) (ISBN 978-2-86839-633-4 et 2-86839-633-X)
- Jean-Marie Thiébaud, La Présence française en Corée, Paris, L'Harmattan, coll. « Recherches asiatiques », 2005, 292 p. (ISBN 2-7475-8640-5), p. 216
- Jacques Thomas, « La Pérouse ou Lapérouse, légitimité d'une orthographe », Bulletin de la Société d'Etudes Historiques de la Nouvelle-Calédonie, no 71,‎ 1987Étude approfondie qui démontre, avec le soutien appuyé de l'Institut de France et du Ministère de la Culture, que le nom du navigateur La Pérouse doit s'écrire en deux mots, comme il l'était de son vivant.
- Jacques Thomas, « Épilogue à la question de l'orthographe du nom de La Pérouse », Acta Geographica, Société de Géographie, no 1508,‎ mars 2003
- Anne Pons, Lapérouse, Gallimard, coll. « Folio Biographie » (no 73), septembre 2010
- La généreuse et tragique expédition Lapérouse, exposition. Paris : Musée national de la Marine, 1985
- Virginie Duchêne, Le mystère Lapérouse, exposition. Paris : Musée national de la Marine, 2008
- Jean-Thierry Tanakas, Louis et les esprits de Banie, roman, Publishroom, 2016 -  (ISBN 979-10-236-0071-1)
- Gérard Piouffre, Lapérouse - Le voyage sans retour. Vuibert 2016  (ISBN 978-2-311-10136-2)
- (en) Roger L. Williams, French botany in the Enlightment, Pittsburg (Pennsylvania), Hunt Institute for Botanical Documentation, 2003, 252 p. (ISBN 978-90-481-6213-0, lire en ligne).